# Stina Ljunggren
Ulla Stina Ljunggren, född Haage den 3 augusti 1924 i Landskrona, död 15 juni 2017 i Lidingö, var en svensk gymnast, rektor och idrottsledare. Hon var under 1900-talets andra hälft en av Sveriges mest inflytelserika ledare inom organiserad föreningsidrott. Hon tävlade i OS 1948 i London.

## Biografi
Stina Ljunggren föddes i Landskrona 1924, men kom under uppväxtåren att flytta med familjen till Stockholm, där fadern Helge Haage fick anställning som statlig folkskoleinspektör 1931. Modern hette Hildegard Haage (född Löfqvist) och i familjen föddes ytterligare fyra barn. Stina Ljunggrens idrottsintresse växte fram under unga år, och hon var aktiv gymnast i Stockholms gymnastikförening (SGF). Efter studenten vid Bromma högre allmänna läroverk ledde gymnastikintresset till studier vid Gymnastiska Centralinstitutet (GCI, nuvarande Gymnastik- och idrottshögskolan, GIH) och en gymnastikdirektörsexamen år 1946. Under denna tid var Sverige ett framstående land inom gymnastik, både individuellt och lagmässigt. Stina Ljunggren deltog som gymnast i OS 1948, och erhöll en fjärde placering i lagtävlingen.
Under sin studietid mötte Stina Ljunggren sin blivande make Olle Ljunggren. De gifte sig 1949, och fick barnen Stig och Anna. Paret Ljunggren gjorde delvis en gemensam yrkeskarriär. De inbjöds att medverka till en reformering av den belgiska gymnastiklärarutbildningen, och tjänstgjorde som gymnastikpedagoger under åren 1949–1954. Vid hemkomsten till Sverige startade för dem båda en lång och obruten yrkesgärning vid GCI/GIH. Under drygt 20 år (1955–1977) undervisade Stina Ljunggren som lärare i ämnet gymnastik, i vilket även ingick rytmik, rörelse och dans. Hon hade flera förtroendeuppdrag inom olika organisationer. Under åren 1965–1977 var hon förtroendevald ledamot i Svenska gymnastikförbundets (SvGF) förbundsstyrelse. Hon var även engagerad i det internationella gymnastikförbundet, Fédération Internationale de Gymnastique som bland annat internationell domare i artistisk gymnastik. Vid OS i Rom 1960 hade hon uppdraget som överdomare i gymnastik.
Under 1970- och 1980-talen gjorde Stina Ljunggren också en karriär inom den organiserade idrottsrörelsen. Genom ett historiskt val 1972 blev hon den första kvinnan i Sveriges olympiska kommittés (SOK) styrelse (arbetsutskottet) och verkade inom SOK fram till slutet av 1980-talet. Stina Ljunggren valdes in som ledamot i Riksidrottsförbundets högsta beslutandeorgan, Riksidrottsstyrelsen (RS) 1973, och kvarstod där fram till 1989. Från 1983 var hon dess vice ordförande. Utöver detta blev Stina Ljunggren den första svenska kvinnan att år 1979 väljas in som ledamot i styrelsen för Sveriges centralförening för idrottens främjande (SCIF). Från 1990 blev hon vice ordförande och 1999 utnämndes hon till hedersledamot.
Stina Ljunggren blev den första kvinnliga föreståndaren för världens äldsta lärosäte inom kroppsövningsfältet, nämligen GIH. Perioden 1977–1989 var hon dess högsta chef. En viktig målsättning för henne var att säkerställa GIH:s vetenskapliga profil, men också att bredda den till att omfatta det pedagogiska området. GIH var vid denna tid en institution under Lärarhögskolan i Stockholm, en placering som hon inte ansåg vara funktionell utifrån GIH:s uppdrag. Under sin tid som ledamot av RS drev Stina Ljunggren frågan om Sveriges behov av en självständig idrottshögskola, en fråga som till slut fick riksdagens gehör. År 1992 blev GIH landets första självständiga idrottshögskola. Idag är det akademiska ämnet idrottsvetenskap etablerat på forskarutbildningsnivå med möjlighet att utfärda doktorsexamen i idrottsvetenskap.
Stina Ljunggren var även ledamot i Idrottens forskningsråd (IFR, nuvarande Centrum för idrottsforskning, CIF), vilket tillkom som ett resultat av utredningen Idrott åt alla: betänkande, 1969. I utredningen konstaterades att forskningen inom olika vetenskapliga områden hade svårt att komma idrotten till del i önskvärd omfattning.
Under senare delen av Stina Ljunggrens aktiva liv riktades hennes intresse mot barn med funktionsnedsättningar och deras möjligheter att vara delaktiga i föreningsidrotten. Här involverade hon sig pedagogiskt och organisatoriskt via Svenska Handikappidrottsförbundet.
Stina Ljunggren erhöll Lingmedaljen 1963, en av SvGF:s högsta utmärkelser, Rikidrottsförbundets förtjänsttecken 1966, den högsta utmärkelsen inom svensk idrott, samt SCIF:s utmärkelse Prinsens plakett 1997.
Stina Ljunggren avled 2017 i en ålder av 92 år.